# Euwallengrenia rectilineata
Euwallengrenia rectilineata är en fjärilsart som beskrevs av Aurivillius 1905. Euwallengrenia rectilineata ingår i släktet Euwallengrenia och familjen ädelspinnare. Inga underarter finns listade i Catalogue of Life.